# Palazzo Pallavicini (Firenze)
Palazzo Pallavicini  è un edificio storico del centro di Firenze, situato in via dei Serragli 19 con affaccio anche su via Maffia 8-10, zona Oltrarno.

## Storia e descrizione
L'edificio, di antica fondazione, venne configurato nelle forme attuali attorno alla metà del Seicento, ad opera di Gherardo Silvani e su commissione di Giovanni Andrea del Rosso. Successivamente appartenne ai Salviati e quindi ai Ricasoli. Negli anni di Federico Fantozzi appare indicato come palazzo Pallavicini. Nel 1927 è documentato un restauro alla facciata. 
Il fronte del palazzo, sviluppato su tre piani per cinque assi, è caratterizzato dall'asse centrale contrassegnato da un portone sormontato da un balcone con balaustra in pietra e finestra con timpano curvilineo; a fianco di questa sono altre finestre di identica luce, due per lato, questa volta con la variante del timpano triangolare. Al piano terreno, ai lati, si evidenziano due finestre inginocchiate con arco curvilineo e grate in ferro battuto; tra queste e il portone sono due finestrelle a profilo mistilineo.
Oltre la cornice marcapiano scultorea si trova una fila di quattro finestre con timpano triangolare più il balcone, con timpano arcuato. All'ultimo piano, al di sotto di un cornicione particolarmente sporgente, si trovano cinque finestre architravate con cimasa sporgente.
Su via Maffia è l'esteso fronte secondario del palazzo, dove si apre la successione degli ampi accessi carrabili a quelle che furono le scuderie del complesso, restaurate poco prima del 2008.
Presso il portone al piano terra si nota una buchetta del vino.